# Kim Bodnia

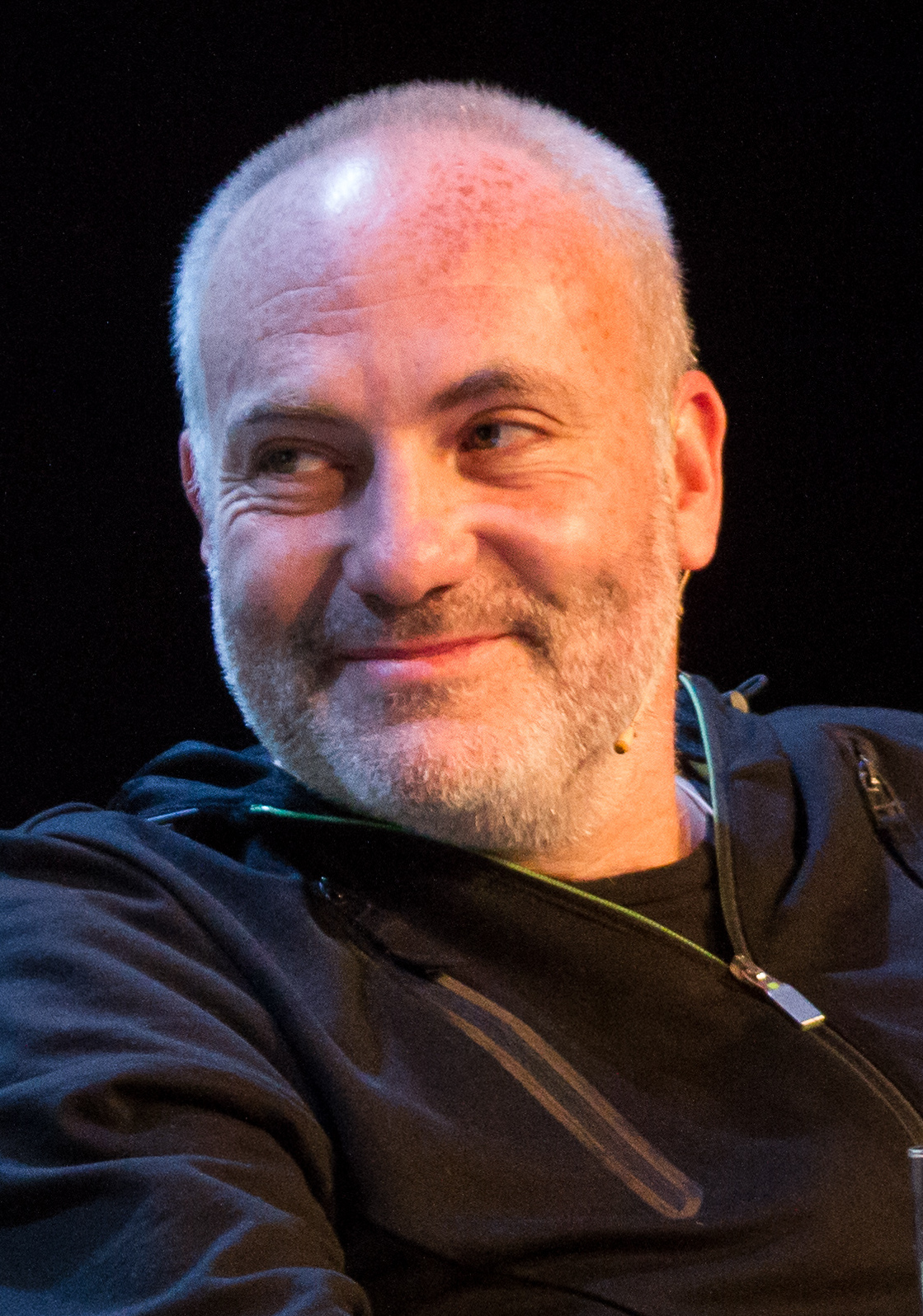
Kim Bodnia i maj 2012.

Kim Bodnia, född 12 april 1965 i Köpenhamn, är en dansk skådespelare, författare och regissör som medverkat i många av de danska filmsuccéerna på 1990-talet som till exempel Pusher.

## Filmografi i urval
- 1994 – Nattvakten
- 1996 – Pusher
- 1997 – Den siste vikingen
- 1999 – Bleeder
- 1999 – I Kina käkar dom hundar
- 2002 - Gamla män i nya bilar
- 2002 – Himmelfall
- 2004 - Men jag skulle ju bara hjälpa till
- 2004 - Inkasso
- 2006 - Snapphanar (SVT)
- 2007 -  Brottet (TV-serie)
- 2010 - Hämnden
- 2011–2013 – Bron (TV-serie)
- 2014 – Skumringslandet
- 2018–2019 – Killing Eve (TV-serie)

### Fotnoter
1. ↑  Discogs, Discogs artist-ID: 3075280, läst: 9 oktober 2017.[källa från Wikidata]
2. ↑  danskefilm.dk.[källa från Wikidata]
3. ↑  Gemeinsame Normdatei, läst: 15 december 2014.[källa från Wikidata]
4. 1 2  Internet Movie Database, IMDb-ID: nm0091035co0047972.[källa från Wikidata]
5. 1 2 3  Kim Bodnia / Awards, Internet Movie Database (på engelska), läs online, läst: 10 juli 2022.[källa från Wikidata]
6. ↑  Golden Nymphs Awards Winners (på engelska), Monte Carlos TV-festival, läs online.[källa från Wikidata]